# Battaglia di Cerro Gordo
La battaglia di Cerro Gordo (anche battaglia di El Telégrafo) fu uno scontro della guerra messico-statunitense avvenuto tra il 17 e il 18 aprile 1847, durante il tentativo americano di circondare Città del Messico.

## Preludio
Dopo la fallita invasione messicana del Texas del 1846 il generale Winfield Scott, comandante in capo dell'esercito statunitense, aveva deciso di passare all'offensiva ed aveva di risposta invaso il Messico alla fine dell'anno.
Dopo aver catturato gli insediamenti di confine e la città di Monterrey, l'armata americana si era spinta in profondità nel Messico con l'obbiettivo di circondarne e catturarne la capitale. Antonio López de Santa Anna, capendo di non poter competere con Scott in campo aperto, aveva deciso di ritirarsi ed evitare ogni scontro diretto: sperava infatti che, facendo stagnare il conflitto, l'esercito statunitense sarebbe stato decimato dalla febbre gialla, endemica in quelle zone. Scott, consapevole di ciò, si lanciò all'inseguimento di Santa Anna, deciso ad affrontarlo anche in condizioni di svantaggio.
Infine, giunto nei pressi di Xalapa e col nemico nelle vicinanze, il generale messicano decise di accamparsi sulla collina di El Telégrafo (chiamata anche Cerro Gordo). La posizione era ottima e Santa Anna, giudicandosi in posizione di netto vantaggio, non temeva un attacco americano.

## La battaglia
L'11 aprile 1847 l'avanguardia americana, composta da circa 2600 uomini e da alcuni pezzi d'artiglieria al comando del brigadier generale David E. Twiggs, giunse presso Cerro Gordo. Twiggs, giudicando i messicani in numero esiguo (circa 4000, mentre in realtà erano quasi il triplo), decise di attaccarli subito e frontalmente. Il generale tuttavia indugiò attendendo ulteriori rinforzi, e quando il giorno successivo giunsero dei volontari venne dissuaso da un approccio così diretto senza prima avere forze più consistenti.
All'arrivo di Scott alcuni giorni più tardi venne fermato ogni piano di attacco, poiché il generale preferì prima studiare il terreno per pianificare al meglio la battaglia. Robert E. Lee, allora capitano, scoprì un sentiero sul fianco di Cerro Gordo, e si decise di sfruttarlo per aggirare l'esercito messicano.
Il 17 aprile allora Twiggs marciò sul sentiero, interrompendo tuttavia l'aggiramento per scontrarsi con le truppe messicane e conquistando quella parte della collina. I combattimenti durarono tutto il giorno e obbligarono gli americani a rinforzare il nuovo fronte creato, così all'alba del 18 aprile William S. Harney lanciò un attacco frontale contro Cerro Gordo. I messicani, benché numericamente superiori, non riuscirono a reggere l'assalto, e dopo alcune ore dovettero abbandonare la collina e ritirarsi verso Città del Messico, abbandonando buona parte dei propri cannoni ed equipaggiamenti.

## Conseguenze
Nonostante la pesante sconfitta, Santa Anna riuscì a ritirarsi col grosso del proprio esercito a Città del Messico organizzandone la difesa, che sarebbe stata impossibile in caso di una battaglia prolungata a El Telégrafo (anche se la città sarebbe comunque caduta alcuni mesi più tardi).
Più di tremila furono i prigionieri messicani, tuttavia il generale Scott, non disponendo di forze sufficienti per contenerli o gestirli in altro modo, dispose rilasci di massa sotto solenne giuramento di non prendere più parte alla guerra. La vittoria di Cerro Gordo, benché strategicamente poco influente, permise agli americani di abbandonare le regioni più insalubri del Messico e di avanzare verso la capitale, di cui presto sarebbe avvenuta la presa.
In onore della vittoria venne battezzata la contea di Cerro Gordo, nello Stato dell'Iowa.